# Isao Takahata
Isao Takahata (高畑 勲, Takahata Isao, Ujiyamada, 29 de outubro de 1935 – Tóquio, 5 de abril de 2018) foi um diretor, produtor e roteirista japonês, co-fundador do Studio Ghibli junto com seu parceiro de longa data Hayao Miyazaki e os colaboradores Toshio Suzuki e Yasuyoshi Tokuma.

## Carreira
Takahata é co-fundador do Studio Ghibli, contando com longo tempo de colaboração do parceiro Hayao Miyazaki. Ele já dirigiu desde filmes com temática de guerra, como Hotaru no Haka, o drama romântico Omoide Poro Poro, a aventura ecológica Heisei Tanuki Gassen Ponpoko e a comédia Hōhokekyo Tonari no Yamada-kun. Destes, Hotaru no Haka é considerado pelo crítico de cinema Roger Ebert um dos melhores filmes de guerra de todos os tempos.
Ao contrário de diretores tradicionais de animes, Takahata não desenha e nunca trabalhou como animador antes de se tornar diretor de pleno direito. De acordo com Hayao Miyazaki, "Música e estudo são os seus hobbies". 
Ele nasceu na mesma cidade de seus companheiros diretores, como Kon Ichikawa, e o gigante do cinema japonês Yasujiro Ozu. Foi criado por seu pai na próxima Matsusaka. Takahata graduou-se na Universidade de Tóquio curso de literatura francesa, em 1959.
Simpatizante comunista e pacifista, está particularmente empenhado em opor-se ao primeiro-ministro nacionalista Shinzo Abe e aos seus planos de rearmamento do Japão e de participação nos teatros de operações estrangeiras. Em 2011, após o desastre de Fukushima, foi crítico em relação à energia nuclear.

## Morte
Takahata foi diagnosticado com câncer de pulmão e morreu num hospital em Tóquio em 5 de abril de 2018, aos 82 anos. No dia 15 de maio de 2018, uma cerimônia de despedida de Takahata aconteceu no Museu Ghibli em Tóquio.